# ひばり・チエミのおしどり千両傘
『ひばり・チエミのおしどり千両傘』（ひばり・チエミのおしどりせんりょうがさ）は1963年1月9日公開の日本のコメディ映画。東映京都製作、カラー、シネマスコープ、86分。

## あらすじ
鶴岡藩25万石の貴美姫は近頃憂鬱である。まもなく松平家85万石の松平相模守との婚礼が控えているのだった。いくらお家のためとは言え、一度も会ったことがない相手と、一緒になることが納得できない。城中の窮屈な生活を嫌い、自由な楽しい事を追い求める夢があった。貴美姫のお毒見役・腰元のお登志は母親が貴美姫の乳母で、乳姉妹の関係にあった。お登志は、食欲不信の貴美姫が残した三度のお膳を代わりに平らげることをひそかな楽しみとしていた。そして台所へ行っては彼女が好意を抱く賄い役・堀込一馬にいろいろ注文をつけながら、気を引こうと画策していた。
貴美姫一行は婚礼準備のため江戸へ向かう。貴美姫は本陣の二階から、地元の若者たちが繰り広げる祭りの様子を眺める。娘たちはお姫様姿になり、男たちがその周りを囃して騒ぐ賑やかなもので、貴美姫はうらやましくてたまらない。その頃本陣の台所では貴美姫が実は何も食べていないことが発覚する。興奮したお登志を一馬が叩いたことから、御用人・土橋進佐衛門だけでなく賄い方や供侍、腰元たちも入り乱れて大騒ぎとなっていた。それに乗じて脱出に成功した貴美姫は、振る舞い酒を堪能し、歌って踊って大はしゃぎする。喋る言葉はお姫様言葉だが、本格的なお姫様姿で不審に思うものはいない。場内が急に暗転しカオス状態になる祭りのクライマックスで、貴美姫は祭りの世話役・与吉に迫られるが、渡世人風の男・巳之吉に助けられる。この男は本当は遊び人ではなく木場の材木問屋「相模屋」の若旦那で、材木を仕入れる旅の途中だった。
その頃、家老・梶川主膳たちは、御機嫌伺いに参上する松平家の使者対策として、お登志を貴美姫の替え玉に仕立てる。勝手知るとはいえ町娘の出で、侍従たちはその振る舞いに慌てる。松平家は文武百般に秀でた家柄で、それに見合う姫君であるか見定めるための使者の岩風が現れる。登志は薙刀試合や歌と踊りを披露した。そこへこの度の婚礼に異を唱える、松平家の逆臣・黒田主水の一党が姫の命を狙おうとなだれ込む。応戦に駆けつけた一馬に、家老が手を出すなと叱咤する。姫が死ねばこのたびのことがすべて葬り去られるので好都合との勝手な理屈だった。その言葉に激怒した一馬は家老を振り切り、お登志を守るため黒田らと大立ち回りを演じる。見事成敗した後、一馬は人間のこころをなくした武家社会に愛想を尽かした、と言い残し江戸へ向かう。
一方、貴美姫は巳之吉に自分は腰元だと偽り、江戸のおばさんを頼っていくので一緒に連れて行ってと嘘をつく。気立てのいい巳之吉は同情して何かと面倒をみる。宿でふたりは楽しく会話を弾ませた。貴美姫は、雲の上で楽しく歌って踊った夢の話をする。翌日、商いがうまくいった巳之吉は貴美姫を連れて三島へ向かう。射的で遊び、焼き芋を食べて、酒場では飲んで騒ぎ、最後は生玉子やうどんの玉が飛び交う大乱闘となる。貴美姫は、それらすべてが楽しかった。そして三島の浜で巳之吉から求婚される。嬉し恥ずかしい貴美姫ではあったが、自分の本当の身分を告白し巳之吉を悲しませる。そのふたりの姿を土橋進佐衛門たちが見守る。土橋たちはふたりに同情しながらも、お家第一で貴美姫を促して連れて帰る。帰国後の貴美姫の元へ暇乞いにお登志がやってきた。女の幸せを逃したくないから一馬を追って江戸へ行くというお登志の言葉に、貴美姫は強い衝撃を受ける。
上屋敷で花嫁姿の貴美姫の元へお登志が現れ、江戸の深川で一馬とふたりで魚の商いをしていると話す。そして巳之吉からの「お貴美ちゃんいつまでもバラ色の雲の上でお幸せに」ということづけを伝えた。婚礼の儀に向かう途中で、貴美姫は駕籠から飛び出す。追いかけようとする一同を「姫君は御乱心じゃ」と進佐衛門は止める。「相模屋」の材木置き場を卯之吉の名を叫びながら貴美姫が走り抜けると、その声に卯之吉が走り寄り、抱き合った。材木問屋「相模屋」と魚屋「魚一」は道を挟んで商売し、その道の真ん中で両夫婦はのろけを競って仲良く喧嘩した。

## スタッフ
- 企画：神戸由美
- 監督：沢島忠
- 脚本：沢島忠・笠原良三
- 撮影：山岸長樹
- 照明：村井孝二
- 録音：中井秀夫
- 美術：井川徳道
- 音楽：米山正夫
- 編集：宮本信太郎
- 助監督：鈴木則文
- 記録：田中美佐江
- 装置：松井三郎
- 装飾：森明
- 美粧：林政信
- 結髪：妹尾茂子
- 衣裳：三上剛
- 擬斗：谷俊夫
- 進行：渡部礼之介

## キャスト
- 貴美姫：美空ひばり
- お登志：江利チエミ
- 巳之吉：水原弘
- 堀込一馬：安井昌二
- 土橋進佐衛門：千秋実
- 梶川主膳：北龍二
- 岩風：清川虹子
- 三村文之進：由利徹
- 黒田主水：尾形伸之助
- 落合太郎左：中村時之介
- お八重：紫ひづる
- 与吉：喜味こいし
- 駕籠屋：五里浜太郎
- 番頭：夢路いとし
- 祭りの若者：伊吹幾太郎
- 青柳竜太郎
- 有川正治
- 土橋勇
- 船越正雄
- 小山田良樹
- 戸塚新八
- 矢野幸男
- 酔客：汐路章
- 酔客：南方英二
- 智村清
- 小島京子
- 森美千代
- 高橋漣
- 藤本秀夫
- 波多野博

## 同時上映
- 『旗本退屈男 謎の竜神岬』